# Cord Lüllmann
Cord Lüllmann (* 1957) ist ein deutscher Chemiker und Experte für Honig.

## Leben
Von 1977 bis 1984 studierte Lüllmann Chemie an der Universität Bremen, wo er 1987 zum Dr. rer. nat. promoviert wurde. Zwischen 1984 und 1987 war er Wissenschaftlicher Mitarbeiter im Studiengang Chemie. 1988 wurde er Leiter des privatwirtschaftlichen Instituts für Honigforschung, und von 2000 bis 2015 war er geschäftsführender Gesellschafter und Prüfleiter der Quality Services International GmbH, eines Dienstleistungsunternehmens für Qualitätskontrolle von Lebensmitteln, Bedarfsgegenständen, Kosmetika und Pharmaprodukten.

## Veröffentlichungen
Cord Lüllmann Autor zahlreicher wissenschaftlicher Publikationen im Bereich der Qualität und der Analytik von Honig. Zudem ist er Autor von Monografien, die als Standardwerke der Branche gelten.
- Helmut Horn, Cord Lüllmann: Das große Honigbuch: Entstehung, Gewinnung, Zusammensetzung, Qualität, Gesundheit und Vermarktung. Ehrenwirth Verlag, München, 1992, ISBN 3-431-03208-7.
- Helmut Horn, Cord Lüllmann: Der Honig: Imker | Analytik | Gesetz | Gesundheit. InterQuality GmbH, 2017, ISBN 978-3-9810012-8-0.